# Noel Martín
Pour les articles homonymes, voir Martín.
Martín  Infante est un nom espagnol. Le premier nom de famille, en général paternel, est Martín ; le second, en général maternel, souvent omis, est Infante.
Noel Martín Infante, né le 20 novembre 1989 à El Arenal, est un coureur cycliste espagnol.

## Palmarès sur route

### Par année
- 2008
  - Ereñoko Udala Sari Nagusia
  - Insalus Saria
- 2009
  - Torneo Lehendakari
  - Ereñoko Udala Sari Nagusia
  - Xanisteban Saria
  - Oñate Saria
  - 2e du Mémorial Sabin Foruria
- 2012
  - Trophée Iberdrola
- 2013
  - Champion de Castille-et-León du contre-la-montre
  - Trofeu Luso Galaico I
  - 2e du championnat de Castille-et-León sur route
  - 3e du Trophée Iberdrola
- 2014
  - Trophée de la ville de Santander
  - Gran Premio Caja Cantabria
  - Subida al Castillo de Cuéllar
  - Trofeo San Juan y San Pedro
  - 3e de la Clásica de la Chuleta
- 2015
  - Trophée de Castille-et-León
  - Gran Premio San José
  - 2e étape du Tour d'Ávila
  - 3e du championnat d'Espagne du contre-la-montre amateurs
- 2016
  - Champion de Castille-et-León du contre-la-montre
  - 3e étape du Tour de Ségovie
- 2017
  - Clásica de la Chuleta
  - Trofeo Ayuntamiento Valdepolo
  - 3e du championnat d'Espagne du contre-la-montre amateurs
- 2018
  - Champion de Castille-et-León du contre-la-montre
  - Gran Premio V Centenario
  - 3e étape du Tour de Ségovie
- 2019
  - Champion de Castille-et-León du contre-la-montre
  - Trofeo Olías Industrial
  - Trofeo San José
  - Clásica de la Chuleta
  - Trofeo Ferias y Fiestas de Arévalo
  - 2e étape du Tour d'Ávila
  - 3e du Trofeo San Antonio
- 2021
  - Trofeo Concello do Porriño
  - GP Villalón de Campos
- 2022
  - Trofeo Ayuntamiento de Zamora
  - Clásica de la Chuleta
  - Trofeo Concello de Redondela
  - 2e du Trofeo San José
  - 2e du championnat d'Espagne du contre-la-montre amateurs
  - 3e du Trofeo Olías Industrial
- 2023
  - 2e de la Clásica de la Chuleta
- 2024
  - Trofeo Olías Industrial
  - 2e du championnat d'Espagne du contre-la-montre amateurs
  - 3e de la Subida al Castillo de Cuéllar
- 2025
  - Champion de Castille-et-León du contre-la-montre
  - 2e du Trofeo Olías Industrial

### Classements mondiaux
| Année           | 2012   |
| --------------- | ------ |
| UCI Europe Tour | 1 031e |

## Palmarès sur piste

### Championnats nationaux
| - 2011 - 3e du championnat d'Espagne du scratch espoirs - 2015 - 3e du championnat d'Espagne de course aux points - 2017 - 2e du championnat d'Espagne du scratch - 2018 - 2e du championnat d'Espagne du scratch | - 2020 - 3e du championnat d'Espagne de l'élimination - 2022 - 3e du championnat d'Espagne de vitesse par équipes - 2023 - 3e du championnat d'Espagne de l'omnium - 2024 - 3e du championnat d'Espagne de course aux points |  |

### Championnats régionaux
- 2014
  - Champion de Castille-et-León du 500m
  - Champion de Castille-et-León de poursuite
  - Champion de Castille-et-León de la course aux points